# Kaetlyn Osmond
Kaetlyn Osmond (* 5. Dezember 1995 in Marystown, Neufundland und Labrador) ist eine ehemalige kanadische Eiskunstläuferin, die im Einzellauf startete. Sie ist die Weltmeisterin von 2018.

## Karriere
Osmond gewann 2012 überraschend bei Skate Canada. Anschließend wurde sie kanadische Meisterin. Damit qualifizierte sie sich erstmals für die Vier-Kontinente-Meisterschaften und die Weltmeisterschaften. Sie belegte dabei den siebten, bzw. achten Platz.
Dank der zwei zweiten Plätze bei Skate Canada und Cup of China qualifizierte sie sich 2016 das erste Mal in ihrer Karriere für das Grand-Prix-Finale, wo sie Platz vier belegte.
In der Saison 2017/18 qualifizierte sie sich durch einen Sieg bei Skate Canada und einen dritten Platz bei der Trophée de France erneut für das Grand-Prix-Finale, in dem sie die Bronzemedaille gewann. Bei ihren zweiten Olympischen Spielen, 2018 in Pyeongchang, gewann sie die Bronzemedaille im Einzellauf und eine Goldmedaille im Teamwettbewerb. Bei den Weltmeisterschaften in Mailand gewann Osmond die Goldmedaille.

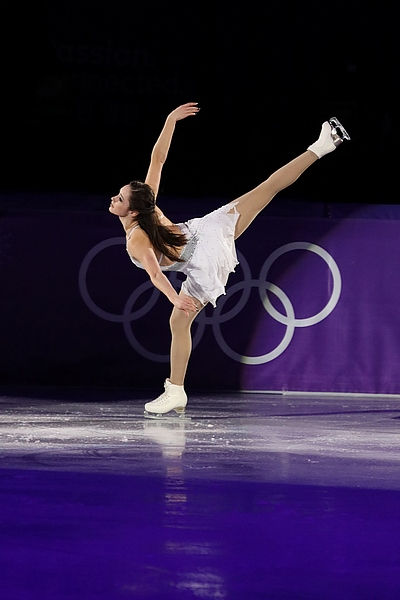
Osmond bei der Gala der Olympischen Spiele 2018

Im Mai 2019 gab Osmond ihr Karriereende bekannt.

## Ergebnisse
| Meisterschaft / Jahr            | 2012  | 2013  | 2014  | 2015  | 2016  | 2017  | 2018  |
| ------------------------------- | ----- | ----- | ----- | ----- | ----- | ----- | ----- |
| Olympische Winterspiele         |       |       | 13.   |       |       |       | 3.    |
| Weltmeisterschaften             |       | 8.    | 11.   |       |       | 2.    | 1.    |
| Vier-Kontinente-Meisterschaften |       | 7.    |       |       | 6.    |       |       |
| World Team Trophy               |       | 7.    |       |       |       |       |       |
| Juniorenweltmeisterschaften     | 10.   |       |       |       |       |       |       |
| Kanadische Meisterschaften      | 3.    | 1.    | 1.    |       | 3.    | 1.    | 2.    |
| –                               |       |       |       |       |       |       |       |
| Grand-Prix-Wettbewerb / Saison  | 11/12 | 12/13 | 13/14 | 14/15 | 15/16 | 16/17 | 17/18 |
| Grand-Prix-Finale               |       |       |       |       |       | 4.    | 3.    |
| Skate Canada                    |       | 1.    |       |       | 11.   | 2.    | 1.    |
| NHK Trophy                      |       |       |       |       | 6.    |       |       |
| Cup of China                    |       |       |       |       |       | 2.    |       |
| Trophée de France               |       |       |       |       |       |       | 3.    |